# Michael Havbro Faber
Michael Havbro Faber (født 3. juli 1961) er professor ved Institut for byggeri, by og miljø (BUILD) ved Aalborg Universitet. Hans forskningsområde er primært risikoberegning, resiliens og bæredygtighed i det byggede miljø.

## Uddannelse og karriere
Michael Havbro Faber er uddannet civilingeniør fra Aalborg Universitet (1985), hvor han også modtog sin Ph.d. fra (1989).  

Han har varetaget en del funktioner rundt omkring i verden blandt andet været postdoc ved Technical University of Munich (Tyskland), gæsteprofessor ved Newcastle University (Australien), visiting professor ved Tsinghua University (Kina) og Harbin Institute of Technology (Kina) samt adjunkt, lektor og professor ved ETH-Zurich (Schweiz). Han har desuden været professor og institutdirektør ved DTU-BYG.

Han har også arbejdet i den private sektor blandt andet som free-lance konsulent, selvstændig rådgiver (RCP-Denmark ApS), rådgivende ingeniør for COWI, Det Norske Veritas og Matrisk GmbH, som han også er medstifter af.  

Han er medlem af talrige organisationer blandt andet har han siden 1992 været medlem af JCSS – Joint Committee on STructural Safety, hvor han siden 2018 har været formand. Siden 2004 har han været grundlæggende formand for IFED – International Forum on Engineering Decision Making, siden 2017 har han været Research Fellow i Global Risk Forum – Davos og siden 2020 har han været initiativtager og formand for GLOBE Consensus, som omfatter mere end 150 lande.

Siden 2020 har han været medlem af Danmarks Frie Forskningsfond i Teknologi og Produktion og The Risk Award Jury, Munich Re.

## Priser
Michael Havbro Faber har vundet en række priser gennem sin karriere:
- C. Allin Cornell Award, 2019[7]
- Best paper award 2019, Journal of Civil Engineering and Environmental Systems, Francis and Taylor [8]
- Honorary Professor, Harbin Institute of Technology, China, 2017
- Hojjat Adeli Award, 2012, Most Innovative Paper, Wiley[9]

## Publikationer
Michael Havbro Faber har udgivet over 300 publikationer.

### Bøger
- Faber, Michael Havbro. Statistics and probability theory: in pursuit of engineering decision support. Vol. 18. Springer Science & Business Media, 2012.

### Andre udvalgte publikationer
- Nielsen, L., Glavind, S. T., Qin, J., & Faber, M. H. (2019). Faith and fakes – dealing with critical information in decision analysis. Civil Engineering and Environmental Systems, 36(1), 32-54. https://doi.org/10.1080/10286608.2019.1615476
- Faber, Michael H., et al. "On the probabilistic characterization of robustness and resilience." Procedia engineering 198 (2017): 1070-1083.
- Baker, Jack W., Matthias Schubert, and Michael H. Faber. "On the assessment of robustness." Structural Safety 30.3 (2008): 253-267.
- Faber, Michael Havbro. On sustainability and resilience of engineered systems. Abingdon: Routledge, 2018.
- Rackwitz, R., A. Lentz, and M. Faber. "Socio-economically sustainable civil engineering infrastructures by optimization." Structural safety 27.3 (2005): 187-229.
- Faber, Michael H., and Mark G. Stewart. "Risk assessment for civil engineering facilities: critical overview and discussion." Reliability engineering & system safety 80.2 (2003): 173-184.
- Deublein, Markus, et al. "Prediction of road accidents: A Bayesian hierarchical approach." Accident Analysis & Prevention 51 (2013): 274-291.
- Straub, Daniel, and Michael Havbro Faber. "Risk based inspection planning for structural systems." Structural safety 27.4 (2005): 335-355.
- Qin, Jianjun, and Michael Havbro Faber. "Risk management of large RC structures within spatial information system." Computer‐Aided Civil and Infrastructure Engineering 27.6 (2012): 385-405.